# 1302年
| 千纪： | 2千纪 |
| 世纪： | 13世纪 \| 14世纪 \| 15世纪                                                                                 |
| 年代： | 1270年代 \| 1280年代 \| 1290年代 \| 1300年代 \| 1310年代 \| 1320年代 \| 1330年代                           |
| 年份： | 1297年 \| 1298年 \| 1299年 \| 1300年 \| 1301年 \| 1302年 \| 1303年 \| 1304年 \| 1305年 \| 1306年 \| 1307年 |
| 纪年： | 壬寅年（虎年）；元大德六年；越南興隆十年；日本正安四年，元元年                                             |

## 大事记
- 金帳汗國脫脫汗向元成宗上表稱臣
- 5月10日——法國三級會議由腓力四世為向教會徵稅首度召開，以便和教宗卜尼法斯八世對抗，召示著法國的封建政權型式已發展到一個新的階段。
- 5月，布鲁日晨祷，布鲁日工匠对法国守军发动袭击。
- 7月11日——金馬刺戰役，弗蘭德伯國大勝法軍。

## 出生
- 8月4日 － 元英宗，是元朝第五位皇帝，蒙古帝國第九位大汗，1320年4月19日—1323年9月4日在位，在位3年零5個月，是元仁宗之子。

## 逝世
- 2月8日 - 甘麻剌